# Vereniging Reizigers Openbaar Vervoer
Vereniging Rover, acroniem van Vereniging Reizigers Openbaar Vervoer, is een Nederlandse vereniging die de belangen van reizigers die gebruikmaken van het openbaar vervoer en van collectief vraagafhankelijk vervoer behartigt. Verdere doelstellingen van Rover zijn het bevorderen van de kwaliteit van het openbaar vervoer en het bevorderen van de groei van het aandeel van het openbaar vervoer in het totaal van de verplaatsingen.

## Geschiedenis
Rover werd in 1971 opgericht door pater Frans van der Poel. Rover is een vereniging met afdelingen in veel plaatsen in Nederland. Deze afdelingen zijn op lokaal en regionaal niveau actief. Sommige afdelingen bestonden als zelfstandige organisaties voor de oprichting van Rover. De afdelingen participeren in de regionale ROCOV's. Verder kent Rover gespecialiseerde werkgroepen, die het bestuur ondersteunen op specifieke onderwerpen.
Rover geeft vier keer per jaar het verenigingsblad De Reiziger uit. Dit blad bevat verenigingsnieuws, commentaren, tips en artikelen over de nieuwste ontwikkelingen in het openbaar vervoer. Daarnaast verschijnt er vier keer per jaar een digitale editie van het blad.
De vereniging heeft ruim 4000 leden. Sinds 1998 maakt Rover deel uit van het consumentenplatform Locov. Rover is lid van de Europese Reizigersfederatie (European Passengers' Federation, EPF).

## OvAmbassadeurs.
Rond de vervanging van de strippenkaart door de ov-chipkaart is het begrip OvAmbassadeur geïntroduceerd. Kijk op: https://www.doemeemethetov.nl/.   